# Franco Bellucci
Franco Bellucci (Livorno, 1945 – Livorno, 30 agosto 2020) è stato un artista italiano, esponente dell'Art Brut.

## Biografia
Nasce a Livorno nel 1945 ed è vittima di una lesione cerebrale fin dalla sua tenera età. Trascorre l'infanzia e l'adolescenza nell'Ospedale psichiatrico di Volterra. Nel 1978, grazie alla Legge Basaglia, inizia un percorso di recupero esistenziale con il trasferimento nel Centro Basaglia di Livorno, dove si dedica a legare tra loro vari oggetti trovati, in materiali disparati, creando ready made sotto forma di assemblaggi ispirati alla violenza e in stile naïf.
Nel luglio 2015 sue opere sono state esposte alla mostra di Art Brut Banditi dell'Arte, tenuta a Tokyo.